# Troy Caupain
Troy Caupain Jr. (Nueva York, Nueva York, 29 de noviembre de 1995) es un baloncestista estadounidense que pertenece a la plantilla del Strasbourg IG de la LNB Pro A francesa. Con 1,93 metros de estatura, juega en la posición de base.

## Trayectoria deportiva

### Universidad
Jugó cuatro temporadas con los Bearcats de la Universidad de Cincinnati, en las que promedió 9,6 puntos, 3,6 rebotes y 3,8 asistencias por partido. En 2016 fue incluido en el mejor quinteto de la American Athletic Conference, mientras que al año siguiente lo fue en el segundo mejor.

#### Estadísticas
| Año     | Equipo     | PJ  | PT  | MPP  | %TC  | %3P  | %TL  | RPP | APP | ROB | TPP | PPP  |
| ------- | ---------- | --- | --- | ---- | ---- | ---- | ---- | --- | --- | --- | --- | ---- |
| 2013–14 | Cincinnati | 34  | 0   | 19.1 | .380 | .328 | .784 | 2.3 | 2.2 | .9  | .1  | 5.4  |
| 2014–15 | Cincinnati | 34  | 33  | 31.3 | .444 | .408 | .788 | 3.6 | 3.6 | 1.2 | .2  | 9.6  |
| 2015–16 | Cincinnati | 33  | 33  | 33.5 | .375 | .324 | .788 | 3.8 | 4.8 | 1.1 | .4  | 13.0 |
| 2016–17 | Cincinnati | 36  | 36  | 32.3 | .394 | .325 | .687 | 4.6 | 4.4 | 1.2 | .3  | 10.5 |
| Total   | Total      | 137 | 102 | 29.1 | .397 | .338 | .762 | 3.6 | 3.8 | 1.1 | .2  | 9.6  |

### Profesional

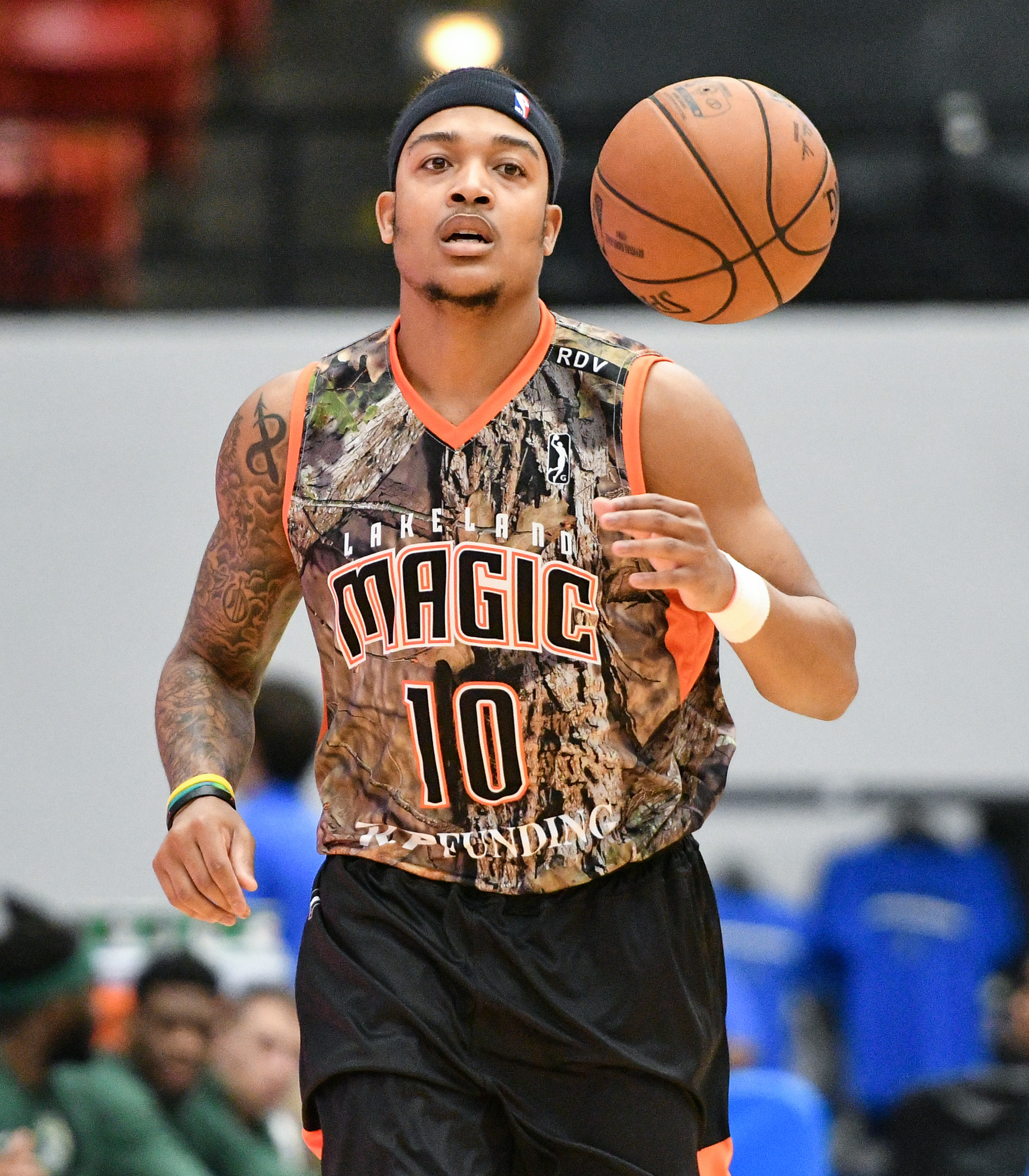
Caupain con Lakeland en 2019.

Tras no ser elegido en el Draft de la NBA de 2017, jugó las Ligas de Verano de la NBA con los Toronto Raptors, donde en cinco partidos promedió 4,8 puntos y 2,2 rebotes. Posteriormente fue invitado por Orlando Magic para disputar la pretemporada, pero fue cortado antes del comienzo de la temporada. Diez días después fue adquirido por los Lakeland Magic como jugador asociado, donde jugó una temporada completa como titular, en la que promedió 15,6 puntos, 7,6 rebotes y 5,8 asistencias por partido.
Al término de la liga, en abril, fichó por el Amici Pallacanestro Udinese de la Serie A2 italiana, equipo con el que acabó la temporada disputando diez partidos, en los que promedió 14,1 puntos y 7,3 rebotes.
En julio de 2018 firmó un contrato dual con los Orlando Magic de la NBA, y su filial de la G League, los Lakeland Magic.
El 1 de julio de 2021, firma por el Darüşşafaka S.K. de la BSL.
El 7 de julio de 2022 firmó contrato con el Pallacanestro Brescia de la Lega Basket Serie A italiana.
El 13 de julio de 2023, firma por el UCAM Murcia CB de la Liga Endesa, en una temporada histórica en la lograrían ser finalistas de la Liga Endesa.
El 11 de febrero de 2025, el UCAM Murcia CB y el jugador llegan a un acuerdo para rescindir el contrato que les mantenía unidos. Al día siguiente fichó por el Strasbourg IG de la LNB Pro A francesa.

## Estadísticas de su carrera en la NBA

### Temporada regular
| Año     | Equipo  | PJ | PT | MPP | %TC  | %3P  | %TL | RPP | APP | ROB | TPP | PPP |
| ------- | ------- | -- | -- | --- | ---- | ---- | --- | --- | --- | --- | --- | --- |
| 2018-19 | Orlando | 4  | 0  | 4.0 | .500 | .667 | -   | .8  | 1.0 | .3  | .0  | 2.5 |
| Total   | Total   | 4  | 0  | 4.0 | .500 | .667 | -   | .8  | 1.0 | .3  | .0  | 2.5 |